# Castillon-de-Castets
Castillon-de-Castets (en gascón Castilhon de Castèths) era una comuna francesa situada en el departamento de Gironda, de la región de Nueva Aquitania, que el uno de enero de 2017 pasó a ser una comuna delegada de la comuna nueva de Castets-et-Castillon y al unirse con la comuna de Castets-en-Dorthe.

## Demografía
| Gráfica de evolución demográfica de Castillon-de-Castets entre 1800 y 2014 |
|                                                                            |

Los datos demográficos contemplados en este gráfico de la comuna de Castillon-de-Castets se han cogido de 1800 a 1999 de la página francesa EHESS/Cassini, y los demás datos de la página del INSEE.